# Eberhard Ross
Eberhard Ross (* 1959 in Krefeld) ist ein deutscher Maler und Zeichner.

## Leben
Eberhard Ross studierte an der Universität-Gesamthochschule Essen (ehem. Folkwanghochschule), u. a. bei László Lakner (Experimentelle Gestaltung) und bei Friedrich Gräsel (Plastisches Gestalten). Seit 1999 ist er als freier Künstler tätig. Eberhard Ross lebt und arbeitet in Mülheim an der Ruhr und Frankfurt am Main.
Er ist Mitglied im Deutschen Künstlerbund.
Seit 2008 wurden zahlreiche Fotografien und Gemälde von Eberhard Ross auf CD-Hüllen von Veröffentlichungen des Münchner Labels ECM Records verwendet, beispielsweise auf Dresden, einem Livealbum der Jan Garbarek Group, auf Eberhard Weber letzter CD Encore oder auf Keith Jarretts Album Creation (2015). Ross gab in verschiedenen Interviews zu Protokoll, dass die Musik von Jarrett, im Besonderen die Sun Bear Concerts, von großer Bedeutung für ihn und seine künstlerische Arbeit seien; weshalb er ECM-Chef Manfred Eicher und Jarrett einen Katalog mit eigenen Werken zum Dank sandte, woraufhin Eicher Arbeiten von Ross für die Albumveröffentlichungen auswählte.

## Ehrungen und Auszeichnungen
- 2013 Ruhrpreis für Kunst und Wissenschaft

## Einzelausstellungen
- 1999: kraftfelder- Zeche Zollverein, Essen
- 2001: stille.zeichen.- RWW, Mülheim an der Ruhr
- 2002: gerade.ungerade. Galerie Renate Moltrecht, Essen
- 2003: speicher, Galerie Renate Moltrecht; Essen
- 2005: kunst in der rotunde, Gea Head Office, Bochum
- 2005: Villa Brandenburg, Sammlung Ralf Schmitz, Kempen
- 2006: organische geometrie, Museum Alte Post, Mülheim an der Ruhr (Malerei), Katalog
- 2006: organische geometrie, Städtische Galerie Schloss Strünkede, Herne (Zeichnung)
- 2006: GAM Galerie Obrist am Museum, Essen
- 2007: The Study Gallery, Bournemouth, Großbritannien
- 2007: organische geometrie, Stadtgalerie, Brunsbüttel
- 2007: Max-Planck-Institut für Molekulare Physiologie, Dortmund
- 2007: Galerie Cora Hölzl, Düsseldorf
- 2008/9: ART Karlsruhe One artist show (GAM Galerie Obrist)
- 2009: source, GAM Galerie Obrist am Museum, Essen
- 2010: space between Four Square Fine Arts / Redchurch Gallery, London
- 2010: organic geometrie Nikola Rukaj Gallery, Toronto, Canada
- 2011: Neue Arbeiten Galerie Heimeshoff - Roger Schimanski, Essen[3]
- 2011: Galerie Hübner & Hübner, Frankfurt am Main
- 2012: zwischenräume, Galerie Kunst2, Heidelberg
- 2012: zwischenräume, Kunstverein Eislingen
- 2013: silent spaces, Kunstverein Unna
- 2013: silent spaces, Galerie Frank Schlag & Cie, Essen
- 2013: silent spaces, Galerie Hübner & Hübner, Frankfurt am Main
- 2013: silent spaces, Four Square Fine Arts, London
- 2014: Luminescence – think of your eyes as ears, Hölzl Kunstprojekte, Düsseldorf
- 2014: Luminescence – think of your eyes as ears, Galerie Kunst2, Heidelberg
- 2014: Luminescence – think of your eyes as ears, YoungEun Museum, Gwangju, Korea
- 2014: Luminescence – think of your eyes as ears, JJ Joong Jung Gallery, Seoul/Gangnam, Korea
- 2015: Luminescence – think of your eyes as ears, Galerie Frank Schlag, Essen
- 2015: Luminescence – think of your eyes as ears, Galerie Hübner & Hübner, Frankfurt
- 2015: Luminescence – think of your eyes as ears, artpark gallery, Karlsruhe
- 2015: contemplation with Neringa Vasiliauskaite, Galerie stoerpunkt, München
- 2016: the fermata series, Galleria Il Ponte, Florenz, Italien
- 2016: fermata, Single Piece exhibition at San Miniato Monastery, Florenz, Italien
- 2016: the fermata series, Galerie Kunst2, Heidelberg
- 2016: the fermata series, Galerie Frank Schlag, Essen
- 2019: refugium solo show, Galerie Fenna Wehlau, München
- 2025: resonanz, Westliche Orangerie des Terrassengartens am Kloster Kamp, Galerie Schürmann und Stadt Kamp-Lintfort (gemeinsame Ausstellung mit Werken von Michael Cleff)

## Film
- ECM50 | 2011 Eberhard Ross – dokumentarisches Filmportrait über Eberhard Ross’ Zusammenarbeit mit ECM Records[2]